# Adam Minarovich
Adam Minarovich (Houston, 30 januari 1977) is een Amerikaanse acteur, filmproducent, filmregisseur en scenarioschrijver.

## Biografie
Minarovich werd geboren in Houston en bracht het grootste gedeelte van zijn leven door in Anderson (South Carolina) waar hij nu woont. Minarovich is getrouwd en heeft samen met zijn vrouw een dochter (2005).
Minarovich begon in 2002 met acteren in de film Juwanna Mann, waarna hij nog meerdere rollen speelde in films en televisieseries.

## Filmografie

### Films
Uitgezonderd korte films.
- 2023 The Unbreakable Bunch - als Quarrels
- 2021 Crazy 2 Crazy - als Bobby
- 2020 Star Trek: First Frontier - als Harry Mudd
- 2019 Submission - als Scorch
- 2013 Pawn War Chronicles - als George
- 2013 Remnants - als secretaris Pierce Brown
- 2011 Chop - als rechercheur Williams
- 2010 Dozers - als T.J.
- 2009 Bath - als Williams
- 2008 Digging Up Graves - als Merle Graves
- 2004 Buy Sell Kill: A Flea Market Story - als Shamus
- 2003 Wiseguys vs. Zombies - als August Mirabella
- 2002 Ankle Biters - als Drexel Vennis
- 2002 Camp Utopia - als ranger Rogers
- 2002 Juwanna Mann - als restaurantgast

### Televisieseries
Uitgezonderd eenmalige gastrollen.
- 2014 Rectify - als Jake Johnson - 2 afl.
- 2012 One Tree Hill - als crimineel - 2 afl.
- 2010-2011 The Walking Dead - als Ed - 4 afl.

### Filmproducent
- 2016 Ta Daaaa: The Great Orecto - korte film
- 2010 Exhibit A-7 - film
- 2008 Digging Up Graves - film
- 2004 Buy Sell Kill: A Flea Market Story - film
- 2002 Ankle Biters - film

### Filmregisseur
- 2010 Exhibit A-7 - film
- 2004 Buy Sell Kill: A Flea Market Story - film
- 2003 Wiseguys vs. Zombies - film
- 2002 Ankle Biters - film

### Scenarioschrijver
- 2016 Ta Daaaa: The Great Orecto - korte film
- 2016 The Great Orecto - korte film
- 2014 The Semi-Hostage Incident - korte film
- 2013 Pawn War Chronicles - korte film
- 2013 Remnants - film
- 2011 Chop - film
- 2010 Exhibit A-7 - film
- 2004 Buy Sell Kill: A Flea Market Story - film
- 2003 Wiseguys vs. Zombies - film
- 2002 Ankle Biters  -film

- Bibliothèque nationale de France: cb16905459h (data)
- Gemeinsame Normdatei: 1059827344
- International Standard Name Identifier: 0000 0004 3700 6801
- Nationale Bibliotheek van Tsjechië: xx0222968
- Virtual International Authority File: 310659371
- WorldCat: E39PBJt43DRMrFTTJPW4mXcwYP